# Souvenirs de Gravity Falls
Souvenirs de Gravity Falls (Gravity Falls) est une série télévisée d'animation américaine en quarante et un épisodes d'environ 22 minutes créée par Alex Hirsch diffusée entre le 15 juin 2012 et le 15 février 2016 sur Disney Channel et Disney XD, ainsi que sur Family Channel au Canada.
En France et en Belgique, la série est diffusée depuis le 5 septembre 2012 sur Disney Channel France. Les épisodes finaux ont été diffusés sur Disney XD les 27, 28 et 30 avril 2016. En Suisse, la série est rediffusée sur RTS Deux, et au Québec sur La Chaîne Disney.

## Synopsis
Souvenirs de Gravity Falls raconte les aventures des jumeaux Pines, Dipper le frère et Mabel la sœur, âgés de 12 ans et résidant à Piedmont en Californie, dont les plans pour l'été sont bouleversés lorsque leurs parents les envoient chez leur grand-oncle Stan à Gravity Falls, une petite ville dans l'Oregon. Oncle Stan fait visiter le « Mystery Shack » à Mabel et Dipper. C'est sa maison et son lieu de travail ; un piège à touristes hors de prix où les malheureux visiteurs découvrent un musée des bizarreries facturé à prix d'or. Dipper découvre un journal contenant tous les mystères de cette ville, avec sa sœur, ils s'aperçoivent vite que Gravity Falls recèle de nombreux secrets et ils vont faire équipe avec leurs nouveaux amis pour découvrir ce qui s'y passe vraiment.
Déboulant pour l'été dans leur nouveau foyer, les jumeaux déboussolés tentent de s'adapter à leur étrange environnement, et surtout à leur Oncle Stan, dont l'appétit insatiable pour l'argent le pousse à transformer chaque occasion en avantage financier. Tandis que Dipper grommelle à la pensée du travail routinier qui l'attend à la boutique d'Oncle Stan, sa sœur jumelle, à l'optimisme inébranlable, saisit sa chance pour vivre un amour d'été unique.

## Personnages

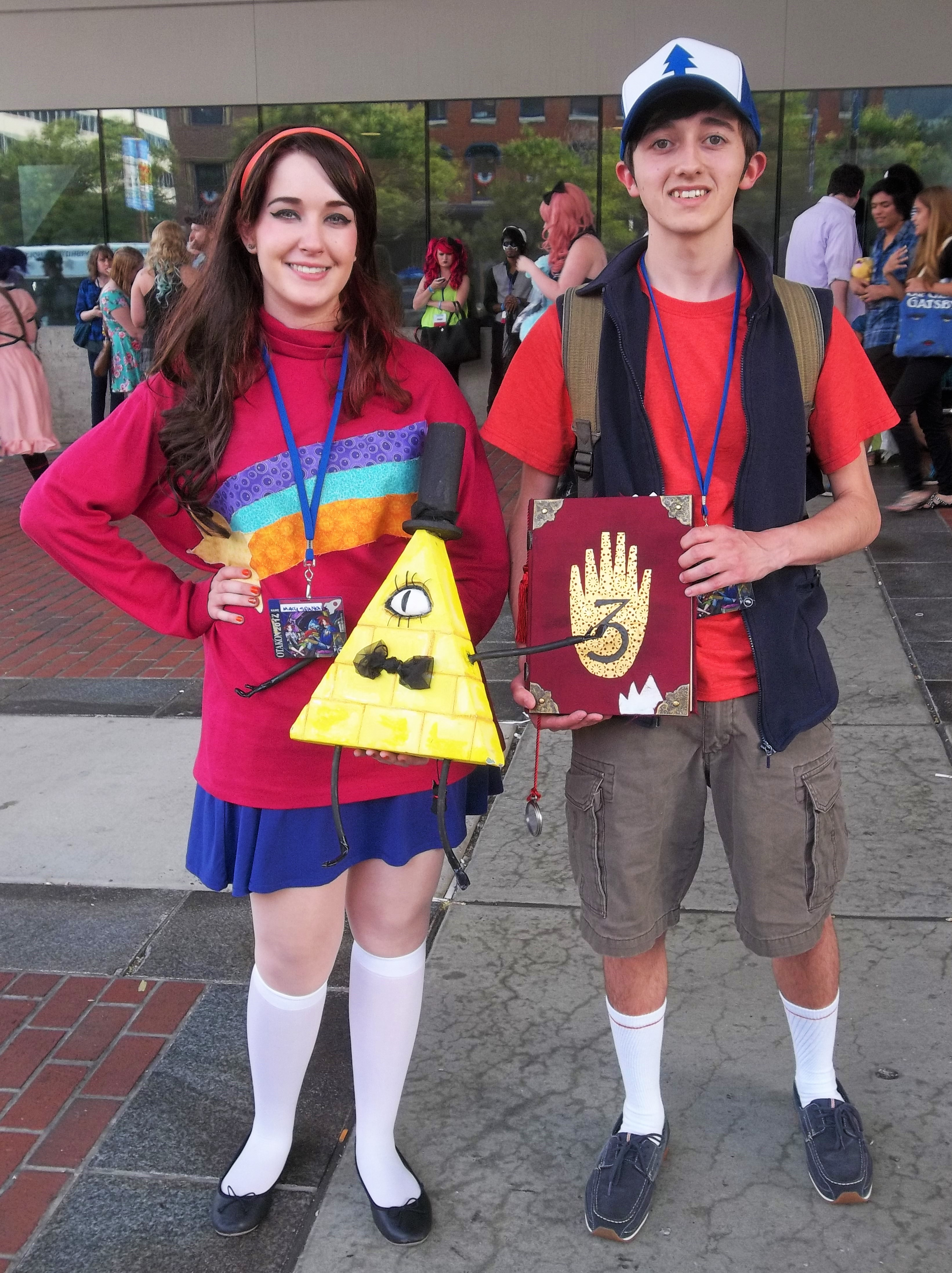
Cosplay de Mabel (à gauche) tenant le personnage Bill Crypto et de Dipper avec le journal n°3 (à droite)

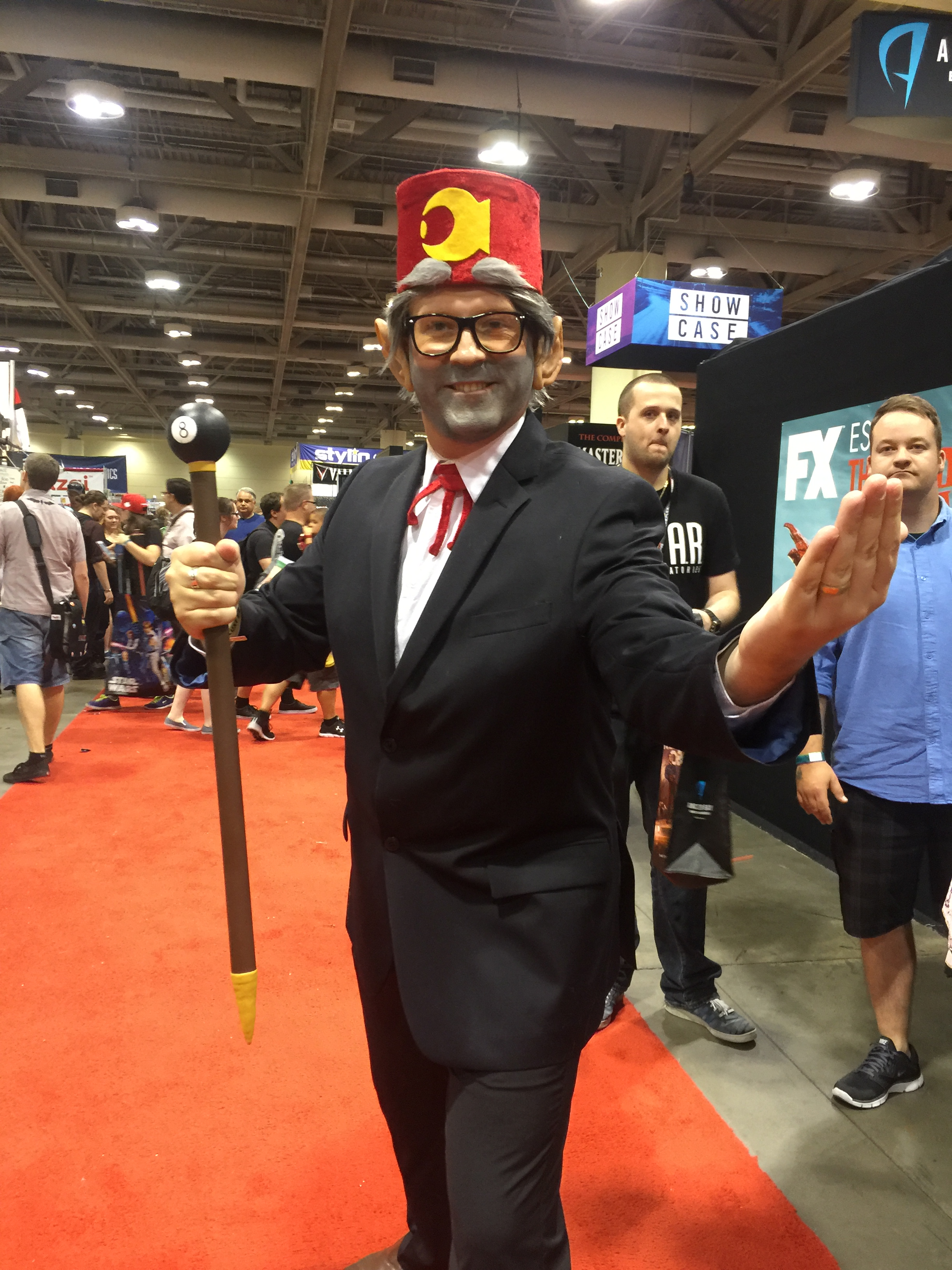
Cosplay d'Oncle Stan

- Mason « Dipper » Pines : À 12 ans, Dipper est curieux, malin et inventif. Il vit avec sa sœur à Piedmont (Californie) mais il est envoyé à Gravity Falls dans l'Oregon accompagné de sa sœur jumelle, Mabel, avec qui il résout les mystères de la ville grâce à ses talents de chasseur de monstres et de spécialiste des énigmes et également grâce au journal No 3 qu'il possède. Il est obsédé par le mystérieux Auteur des trois journaux, qu'il cherche sans relâche.
- Mabel Pines : Dynamique et optimiste, Mabel tire le meilleur parti des situations, avec un sourire béat tout en embêtant continuellement son frère jumeau, Dipper. Elle vit avec son frère à Piedmont et elle est envoyée avec son frère à Gravity Falls dans l'Oregon. Elle a un talent fou pour imiter les cris d'animaux et sa maîtrise du tricot. Elle est aussi championne de mini golf. À la recherche d'un premier amour d'été, elle tombe amoureuse de tous les garçons qu'elle croise : d'un homme-sirène ou d'un marionnettiste, par exemple, dont elle découvre toujours l'étrange nature assez tard. L'opinion de Mabel sur la vie est : « Quand la vie vous donne des citrons, dessinez-leur un visage et emmaillotez-les. Voilà ! Des bébés citrons. »
- Oncle Stanley « Stan » Pines : Le grand-oncle de Mabel et Dipper dirige le « Mystery Shack » ou en français la « Cabane aux Mystères », un piège à touriste rempli de curiosités douteuses fabriquées de toutes pièces avec des animaux empaillés comme des « Yé-Slip » soit un Yéti avec un slip sur la tête. Ce personnage n'hésite pas à apprendre à ses petits-neveux Dipper et Mabel à faire de faux billets, et si la police arrive, il est toujours prêt à fuir avec tout l'argent qu'il possède qui est caché derrière son tableau. Quand il joue les guides ou qu'il dort sur son canapé, Dipper et Mabel s'éclipsent pour explorer la ville et ses secrets et Gravity Falls n'en manque pas. Quant à la devise de grand-tonton Stan, elle lui correspond bien : « Quand la vie vous donne des citrons, dites que ce sont des « oranges jaunes » et vendez deux fois plus cher. » Il possède une pièce secrète cachée : cette pièce renferme un puissant portail interdimensionnel triangulaire qui ne peut s'activer que si l'on réunit les 3 journaux ; Stan possède lui le journal No 1 mais il réussit à s'emparer des journaux No 2 et 3 (il prend celui de Dipper quand celui-ci le lui montre et vole celui de Gideon après que Dipper et Mabel l'ont vaincu.) ce qui lui permet donc d'activer le portail... On découvrira qu'il était en réalité Stanley Pines, ayant pris l'identité de son frère jumeau après l'avoir accidentellement envoyé à travers le portail.
- Oncle Stanford « Ford » Pines : Frère jumeau de Stanley, il est également l'auteur du journal. Il a passé toute son enfance avec celui-ci dans le New Jersey, défendu par son frère ; en effet, Stanford est surdoué et a six doigts à chaque main, ce qui lui attirait les moqueries. Les deux jumeaux avaient pour projet de faire le tour du monde à la recherche de trésor, à bord du « Stan 'o' War », un bateau qu'ils ont découvert et retapé entièrement. Mais durant le lycée, Stanford eut l'occasion de partir dans une université de prestige, quitte à laisser son frère derrière lui. Si le projet de Stanford remportait le concours de science, celui-ci pourrait aller à l'université de ses rêves. Malheureusement, Stanley endommagea accidentellement la machine et son père l'ayant appris, il le jeta dehors, les deux frères, jusque-là inséparables, coupèrent les ponts. Alors que son frère se lança dans le commerce en arnaquant des gens et en se faisant virer d'état en état, Stanford se mit à étudier les anomalies de la nature, se sentant profondément concerné à cause de ses 6 doigts. Il se rendit compte que la plupart des phénomènes étranges avait lieu près du même endroit : Gravity Falls, Oregon. Il fit construire une cabane et débuta ses recherches, et donc, la rédaction du journal. Après avoir construit le portail avec l'aide de McGucket, celui-ci eut accidentellement l'occasion de voir à l’intérieur, il décida d'inventer une machine pour oublier et choisit d'abandonner le projet du portail. Ford commença à entendre des voix... Se rendant compte que sa machine était trop dangereuse, il décida de confier le premier journal à Stanley afin qu'il s'enfuie le plus loin possible avec celui-ci et de cacher les deux autres. Lors de la venue de Stanley, celui-ci le prit très mal et une bagarre s’ensuivit. Dans leur conflit, ils activèrent le portail et Stanford fut envoyé dans ce dernier, son frère jumeau se retrouvant seul avec seulement un tiers du plan de la machine.
- Jesus « Mousse » Ramirez (« Soos » en version originale) : Mousse est un adorable éternel adolescent qui travaille à la boutique souvenir du« Mystery Shack » au centre de Gravity Falls. Il aime se situer au cœur de l'action, que ce soit en accompagnant Dipper et Mabel dans leurs aventures ou en aidant oncle Stan à élaborer son dernier plan. En dehors des enfants, il est le seul à voir des choses étranges qui se passent à Gravity Falls.
- Wendy Corduroy : Wendy est une adolescente rousse de 15 ans dont Dipper est fou amoureux. Elle a été en couple avec Robbie Valentino avant qu'elle ne décide de le quitter. Wendy a trois frères et un cousin qui ne vivent que pour être bûcheron.
- Gideon « P'tit Gideon » Gleeful (« Li’l Gideon » en version originale) : C'est un enfant médium que ses visions ont rendu célèbre à Gravity Falls. Il est fou amoureux de Mabel depuis leur première rencontre. P'tit Gideon affirme pouvoir lire dans les pensées, prédire le futur, et parler aux morts dans sa Tente de Télépathie. Dipper n'est pas dupe : en fait, les seuls pouvoirs de P'tit Gideon se limitent à son charisme et à son utilisation abusive de gel pour cheveux. D'autant plus que ces pouvoirs sont en fait conférés par une amulette magique qu'il a trouvé dans le journal numéro 2. En réalité, il connait les secrets des habitants grâce aux badges qu'il leur a offert car ces badges sont en réalité des caméras de surveillance.
- Pacifica Northwest : Pacifica est une jeune fille blonde du même âge que Dipper et Mabel. Elle est la pire ennemie de Mabel, étant la fille la plus populaire de la ville, mais finit par apprécier Dipper. Elle est également très douée pour le mini golf. Ses parents, Preston et Priscilla, sont les richissimes héritiers du prétendu fondateur de la ville : Nathaniel Northwest.
- Bill Crypto (Bill Cipher en version originale) : un démon triangulaire, est le maître des illusions et des pensées. Il semble avoir quelques antécédents avec Oncle Stan. Il apparaît pour la première fois dans l'épisode Quand Gideon passe où il est invoqué par Gideon afin de rentrer dans l'esprit de Stan pour voler le code du coffre-fort qui contient l'acte de vente du « Mystery Shack ». Il réapparait dans l'épisode Roméo et chaussette. Bill Crypto est aussi le méchant principal des derniers épisodes de la saison 2. Il fait également plusieurs apparitions subtiles sur des gravures, des dessins et même un vitrail du Mystery Shack. Bill pense que là où il vivait (la 2e dimension), les gens étaient plats avec des émotions plates et des rêves plats, alors il décide de détruire cette dimension.

## Distribution

### Voix originales
- Jason Ritter : Dipper Pines
- Kristen Schaal : Mabel Pines

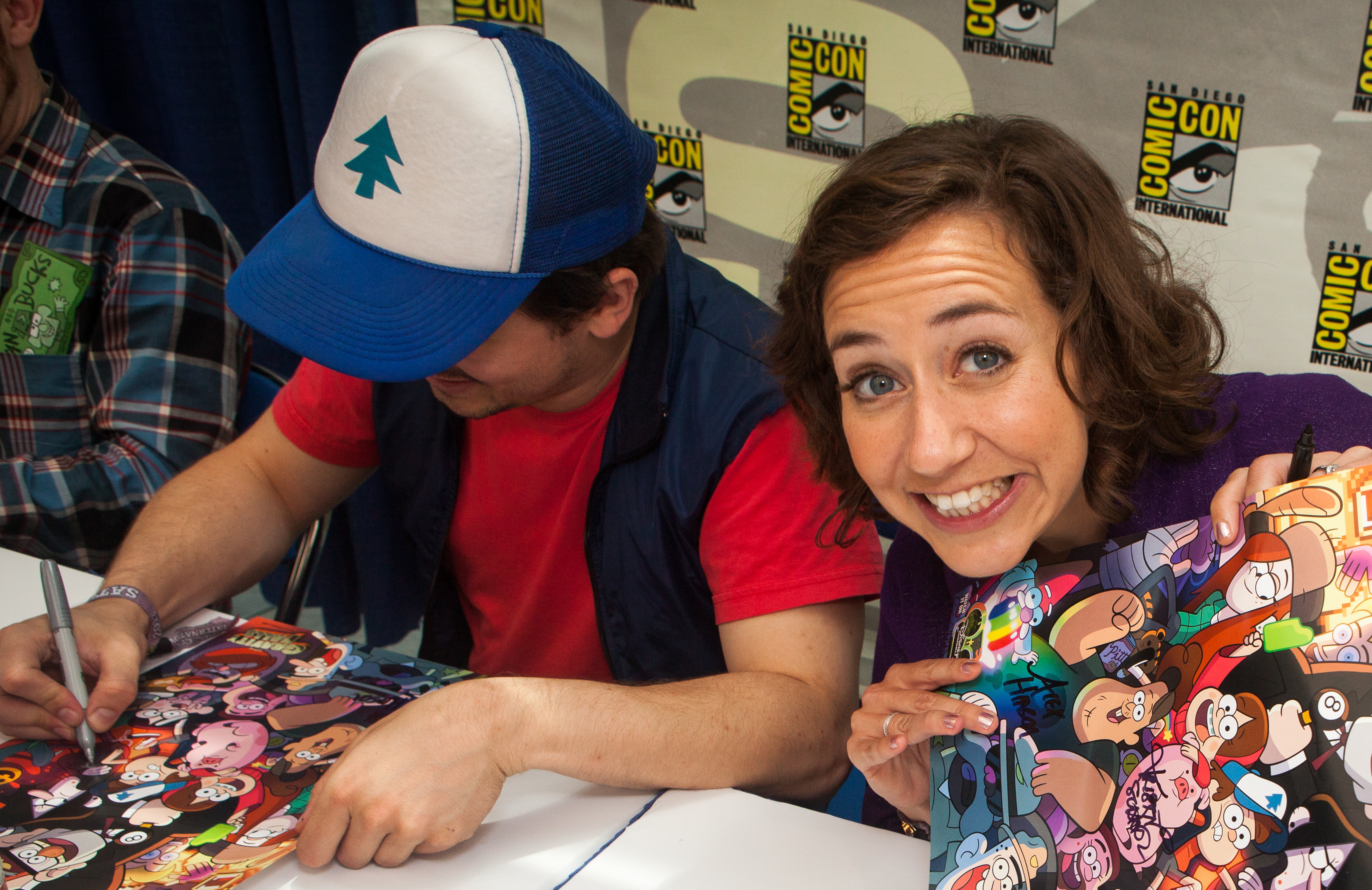
Jason Ritter et Kristen Schaal habillés comme les personnages qu'ils incarnent (Dipper et Mabel) à la Comic-Con de San Diego en 2013.

- Alex Hirsch : Grunkle Stan Pines / Oncle Stan Pines, Soos Ramirez / Mousse Ramirez, Bill Cipher / Bill Crypto, McGucket / McCroquette
- Linda Cardellini : Wendy Corduroy
- Thurop Van Orman (en) : Gideon Gleeful
- T.J. Miller : Robby Valentino
- Niki Yang : Candy Chiu
- Carl Faruolo : Grenda
- Justin Roiland : Blendin Blandin
- Jennifer Coolidge : Lazy Susan

### Invités
- Chris Parnell : Charlie / President of the United States (saison 1, épisodes 2 et 8)
- John Oliver : Sherlock Holmes (saison 1, épisode 3)
- Coolio : Lui-même (saison 1, épisode 3)
- Larry King : Lui-même (saison 1, épisode 3 / saison 2, épisode 20)
- Alfred Molina : Multi-Bear (saison 1, épisode 6 / saison 2, épisodes 19 et 20)
- Lance Bass : Sev'ral Timez (saison 1, épisode 17)
- Nick Offerman : Agent Powers (saison 2, épisodes 1, 10, 11 et 12)
- Mark Hamill : Mysterious Old Man (saison 2, épisode 2)
- Nathan Fillion : Preston Northwest (saison 2, épisodes 3, 10, 18 et 20)
- Jonathan Banks : Filbrick Pines (saison 2, épisode 12)
- Weird Al Yankovic : Probabilator (saison 2, épisode 13)
- J. K. Simmons : Ford Pines (saison 2, épisodes 12, 13, 14, 15, 17, 18 et 20)
- Chelsea Peretti : Darlene (saison 2, épisode 16)
- Jon Stewart : Judge Kitty Kitty Meow Meow Face-Shwartstein (saison 2, épisode 19)
- Louis C.K. : The Horrifying Sweaty One-Armed Monstrosity (saison 2, épisodes 18 et 20)
- Kyle MacLachlan : Bus Driver (saison 2, épisode 20)

### Voix françaises
- Thibaut Delmotte : Dipper Pines
- Carole Baillien : Mabel Pines
- Michel Hinderyckx : Stanley et Stanford Pines
- Vincent Doms : Mousse Ramirez
- Prunelle Rulens : Wendy Corduroy
- Alessandro Bevilacqua : Gideon Gleeful et McCroquette
- Mathieu Moreau : Bill Crypto (1re voix)
- Sébastien Hébrant : Robbie Valentino
- Nicolas Matthys : Grenda, Bill Crypto (2e voix)
- Fabienne Loriaux : Candy Chiu, Lazy Susan et voix additionnelles
- Delphine Chauvier : Pacifica Northwest et voix additionnelles
- Pierre Bodson : Bud Gleeful[réf. nécessaire]

Studio d'enregistrement : Dubbing Brothers ; direction artistique : Véronique Fyon ; adaptation : Emmanuel Jacomy

## Série courte

### Les Mystères deGravity Falls
1. Anomalie #13 : Le Monstre dévoreur de bonbons (Dipper's Guide to the Unexplained: Candy Monster)
2. Anomalie #23 : Le Tatouage secret d'oncle Stan (Dipper's Guide to the Unexplained: Stan's Tattoo)
3. Anomalie #54 : La Boîte aux lettres (Dipper's Guide to the Unexplained: Mailbox)
4. Anomalie #82 : Un type très gauche (Dipper's Guide to the Unexplained: Lefty)
5. Anomalie #42 : La Dent (Dipper's Guide to the Unexplained: The Tooth)
6. Anomalie #132 : Le Tapi-derrière (Dipper's Guide to the Unexplained: Hide Behind)

### Le guide de la vie de Mabel
1. Le Guide du rendez-vous par Mabel (Mabel's Guide to Dating)
2. Le Guide des autocollants par Mabel (Mabel's Guide to Stickers)
3. Le Guide de la mode par Mabel (Mabel's Guide to Fashion)
4. Le Guide des couleurs par Mabel (Mabel's Guide to Colors)
5. Le Guide de l'art par Mabel (Mabel's Guide to Art)

### Répare avec Mousse
1. Le Roi de la bricole (Fixin' It with Soos: Cuckoo Clock)
2. Mécano Mousse (Fixin' It with Soos: Golf Cart)

### TV Shorts
1. Channel Gravity, Partie 1 (TV Shorts 1)
2. Channel Gravity, Partie 2 (TV Shorts 2)

### Mabel's Scrapbook
1. Les Resquilleurs (Mabel's Scrapbook: Heist Movie)
2. Les Zozos du zoo (Mabel's Scrapbook: Petting Zoo)

## Jeu vidéo
Le 10 juillet 2015, Ubisoft et Disney annoncent un jeu vidéo inspiré de la série,, intitulé Souvenir de Gravity Falls : La Légende des gémulettes gnomes sort sur Nintendo 3DS en automne 2015.  

## Commentaires
Le premier épisode a été diffusé le 15 juin 2012 en tant que preview après la diffusion du film Let It Shine. La série a débuté le 29 juin 2012 aux États-Unis.

## Accueil

### Réception critique
Gravity Falls a reçu un bon accueil critique. Brian Lowry de Variety déclare : « Le programme est d'une qualité rafraichissante qui devrait plaire aux enfants, et titiller quelques brins de nostalgie chez leurs parents ». Robert Lloyd du Los Angeles Times parle de la série comme « [...] gentiment folle, avec de l’action Disney-ifiée mais qui fait chaud au cœur ». David Hinckley du New York Daily News décrit Gravity Falls comme « excentrique et attachant », et apprécie beaucoup le travail sur le personnage de Mabel Pines. Matt Blum, pour Wired, a comparé en de bons termes avec la série animée de Cartoon Network Regular Show et Phineas and Ferb, qualifiant Gravity Falls de « malin, étrange et d'une certaine façon poignante ». Erik Kain de Forbes a résumé Gravity Falls comme étant « le meilleur programme télévisé du moment ».

### Postérité
En 2024, Disney fait un partenariat avec la chaîne YouTube Lofi Girl en sortant un album autour de l'univers de Souvenirs de Gravity Falls,,.

## Anecdotes
- Dans le générique, Bigfoot apparaît chaque fois, pendant un dixième de seconde.
- Dipper est le seul personnage à apparaître dans tous les épisodes.
- Dipper est inspiré du créateur de la série Alex Hirsch, Mabel de sa sœur, Mousse d'un de ses copains de la Fac et Stanley Pines de son grand-père.
- Mabel change de pull à chaque épisode.
- Le dernier épisode dure 40 minutes (deux épisodes sont compris dans celui-ci).
- Bill Crypto fait un caméo dans l'épisode Bart est en prison de la série Les Simpsons[15].
- Dans l'épisode 9, saison 1 et episode 8 saison 2, deux soldats du futur portent les noms, LOLPH et DUNDGREN, faisant donc référence à Dolph Lundgren, acteur de film d'action.